# 겐토프테시

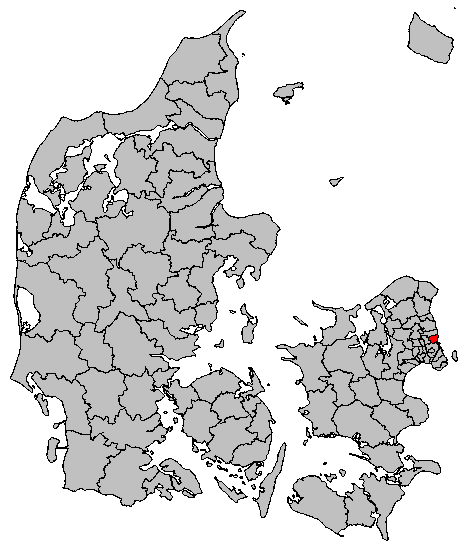
겐토프테시의 위치

겐토프테시(덴마크어: Gentofte Kommune)는 덴마크 동부 셸란섬 동부 연안에 위치한 덴마크 수도 지역의 지방 자치체로 행정 중심지는 샬로텐룬이며 면적은 25.54km2, 인구는 74,548명(2014년 4월 1일 기준), 인구 밀도는 2,900명/km2이다.